# Jižní hlavní obvod
Jižní hlavní obvod, finsky Eteläinen suurpiiri a švédsky Södra stordistriktet, je jižní a největší městský obvod hlavního města Helsinky ve Finsku v provincii Uusimaa. Nachází se na ostrovech a pobřeží Finského zálivu Baltského moře.

## Další informace
Jižní hlavní obvod je složen z 5 okresů:
- Vironniemi
- Okres Ullanlinna - patří sem také ostrovní čtvť Suomenlinna a čtvrť Ullanlinna.
- Kampinmalmi - patří sem také Töölö
- Taka-Töölö
- Lauttasaari

## Galerie

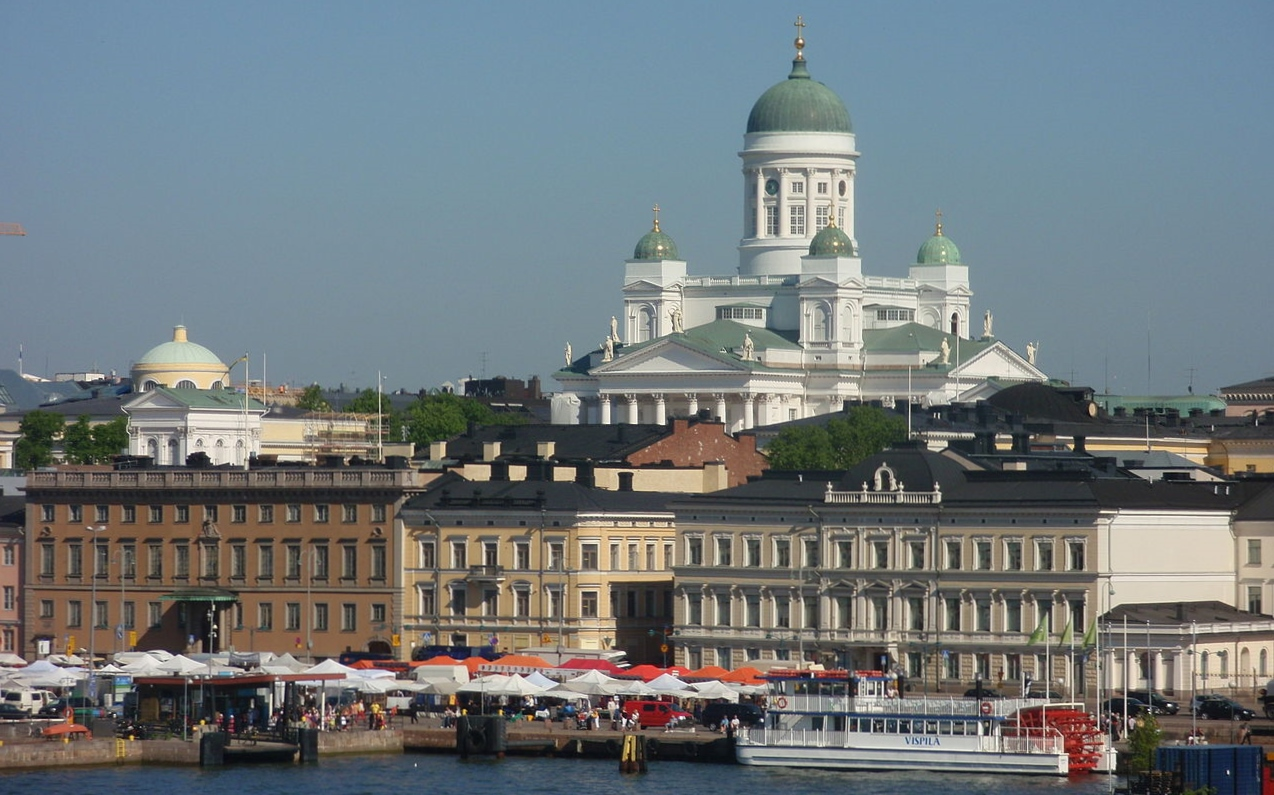
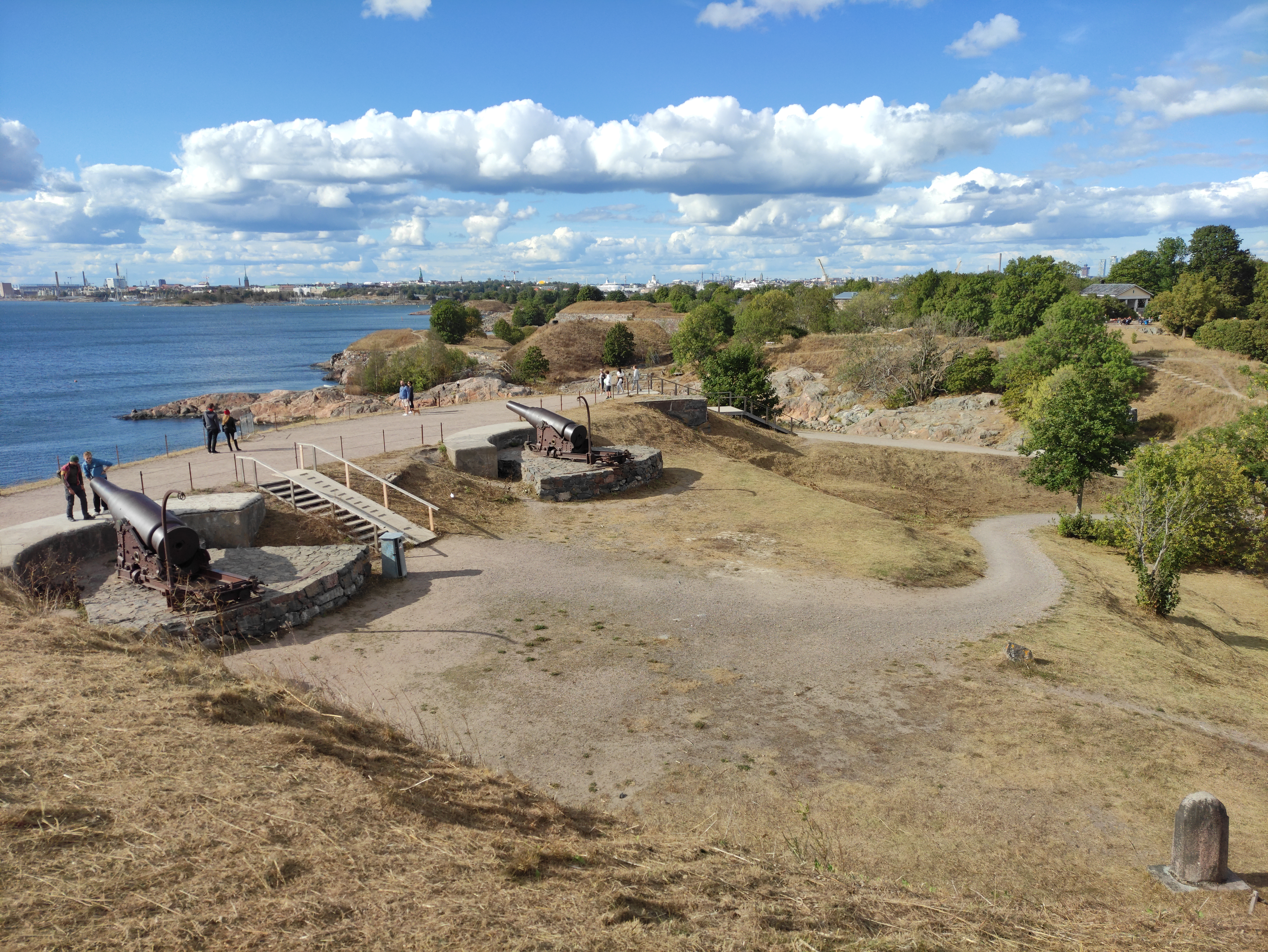
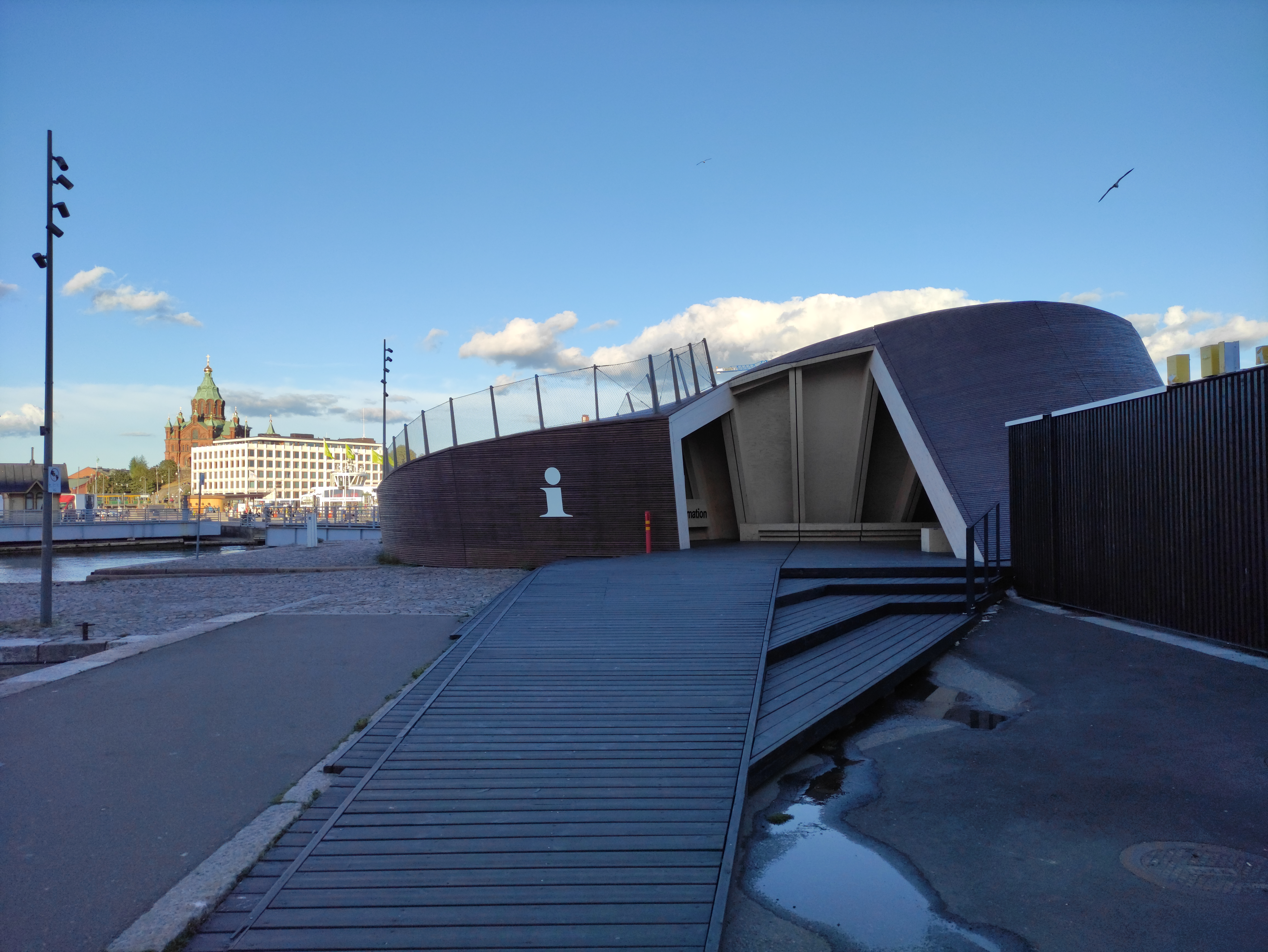